# シナハマダラカ
シナハマダラカ（学名: Anopheles sinensis）はハマダラカの1種であり、マラリアやリンパ系フィラリア症を媒介する。東南アジアではこれら感染症の最も重要な媒介者と見なされている。多くの地域で三日熱マラリア原虫の最も主要な媒介者となっている。中華人民共和国ではバンクロフト糸状虫や糸片虫の1種 Romanomermis jingdeensis を媒介する。日本ではヒツジやヤギに感染する指状糸状虫 Setaria digitata を媒介する。
他のハマダラカとの類似性から、現在では当種は少なくとも4つの種を含んでいると考えられている。2014年にゲノム配列が解読された。

## 分類と解説
ハマダラカは種複合体に分類されており、An. hyrcanus グループに属する。同グループは口肢中の薄い帯（普通は4本）と雌成体頭盾の両側にある暗色の鱗片の房によって区別される。1828年にドイツ人博物学者クリスティアン・ルドルフ・ヴィルヘルム・ヴィーデマンによって初記載された。ハマダラカの仲間では最初期の記載である。他種のカとの類似性および分布域の広さから他の分類学者によって複数回 An. yesoensis (1913), An. sineroides (1924), An. lesetri (1936), An. pullus (1937) や An. yatsushiroensis (1951) といった学名で記載されている。これらの種は現在シノニムか種複合体を構成すると見なされている。
雌のシナハマダラカの体色は暗く、口肢は吻より短い。頸部の皮膚は黄色い。脚の表面は暗茶色だが、内部は薄い。脚の根元は体内に埋もれている。翅は暗いものと薄いもの2種類の鱗粉に覆われ、先端にはよく目立つ斑点がある。幼虫の頭部は細長い。触角は頭部と同じくらいの長さで、内向きの鋭い棘が生えている。

## 分布と生息環境
シナハマダラカは北東インド、ミャンマー、タイ王国、マレーシア、インドネシア、カンボジア、ベトナム、中華人民共和国、台湾、日本、朝鮮半島に分布する。インドではメーガーラヤ州、アッサム州、ミゾラム州から報告されている。天然の澄んだ淀みまたは流水を含むあらゆる環境で見られる。主な生息地は水田、側溝、小川、灌漑水路、湿地、池沼、および水溜りである。主に大型動物から吸血し、近くに動物がいる場合ではヒトから吸血することは比較的稀である。摂食は夕暮れから夜明けまで夜通し行われるが、とりわけ午前2時から4時の間が多い。走光生を持つものの、野外での吸血を好む。10月から3月までの間、主に茂みの中で冬眠する。冬眠期の終わり、3月から4月にかけては日中に摂食する。1962年8月、韓国でシナハマダラカが三日熱マラリアの媒介者だと明らかにされた。中華人民共和国では三日熱マラリアの最も主要な媒介者となっている。

## ゲノム
シナハマダラカのゲノム配列は2014年に発表された。3,972の遺伝子クラスターに11,300の遺伝子が含まれており、ガンビアハマダラカやネッタイシマカ、ネッタイイエカなど既に解読された種のゲノムと共通している。16,766のタンパク質コーディング遺伝子を持つ。2377の遺伝子が、235ある既知の生物学的経路のいずれかに対応するオーソログを持つ。41のmiRNA, 348のtRNA, および2017のrRNA遺伝子を持つ。